# Ichneumon purgatorius
Ichneumon purgatorius là một loài tò vò trong họ Ichneumonidae.